# Paraschizopera trifida
Paraschizopera trifida är en kräftdjursart som först beskrevs av Yeatman 1980.  Paraschizopera trifida ingår i släktet Paraschizopera och familjen Tetragonicipitidae. Inga underarter finns listade i Catalogue of Life.